# Bombardement de Kharkiv en avril 2022
Le bombardement de Kharkiv en avril 2022  est survenu le 15 avril 2022 lorsqu'une série de frappes à la roquette par les forces armées russes a tué 9 civils et en a blessé 35 autres lors de la bataille de Kharkiv, dans le cadre de l'invasion de l'Ukraine par la Russie. L'armée russe a utilisé des armes à sous-munitions 9N210/9N235 lors de l'attaque. En raison de la nature aveugle de ces armes lorsqu'elles sont utilisées dans des zones densément peuplées, Amnesty International a décrit ces frappes comme un possible crime de guerre.

## Attaque
Le 15 avril 2022 dans l'après-midi, pendant la bataille de Kharkiv, l'armée russe a tiré des bombes à fragmentation 9N210/9N235 dans le district d'Industrialnyi, frappant un quartier résidentiel et une aire de jeux dans la rue Myru. Les gens marchant à l'extérieur sont tombés au sol pour se protéger des explosions. Neuf civils sont morts et 35 autres ont été blessés, dont des enfants. L'hôpital local a reçu des blessés avec des morceaux de tige d'acier et des éclats d'obus dans les membres. Un couple marchait dans la cour de récréation avec leur fille de 4 ans lorsque les munitions ont frappé, entraînant la mort de la mère lorsque des éclats d'obus ont déchiré ses poumons, sa colonne vertébrale et son abdomen. Un autre garçon de 16 ans est mort, la munition laissant un trou d'un centimètre de large dans sa poitrine. Rue Haribaldi, deux femmes âgées sont mortes à l'entrée de leur immeuble. Les bombes à fragmentation ont explosé sur une superficie de 700 mètres carrés.

## Enquête
Amnesty International a trouvé des preuves que les forces russes utilisaient à plusieurs reprises des armes à sous-munitions 9N210/9N235 ainsi que des mines dispersables, qui sont toutes deux soumises à des interdictions selon des traités internationaux (Convention sur les armes à sous-munitions et traité d'Ottawa). Amnesty International a conclu que ces attaques aveugles, entraînant la mort de civils, sont des crimes de guerre.